# Catharinea minuta
Catharinea minuta är en bladmossart som beskrevs av C. Müller 1897. Catharinea minuta ingår i släktet Catharinea, klassen egentliga bladmossor, divisionen bladmossor och riket växter. Inga underarter finns listade i Catalogue of Life.